# 학적
학적(學籍)은 해당 학교의 학생인 것을 나타내는 기록이다. 이름, 성적 등을 기록한다.